# Kostel svatého Michala (Weiden in der Oberpfalz)
Protestantský farní kostel svatého Michala je původně gotický halový kostel přebudovaný v barokním stylu v centru obce Weiden in der Oberpfalz. Patří do farnosti sv. Michala ve Weidenském děkanátu církve evangelické luteránské v Bavorsku. V průběhu staletí měnil svoji konfesní příslušnost a byl až do roku 1899 používán jako simultánní kostel. V kostele působil hudební skladatel Max Reger.

## Historie
Kostel byl poprvé zmíněn v roce 1341, kdy český král Jan Lucemburský převedl právo investitury kostela na klášter Waldsassen. Archeologický průzkum provedený v roce 2005 ukázal, že první kostel na místě byl pravděpodobně postaven na přelomu 12. a 13. století. Velký halový kostel byl postaven kolem roku 1300. V roce 1396 byla stavba zničena požárem. V roce 1415 měl být kostel obohacen bočními věžemi, severní věž nebyla nikdy dokončena. Poté, co byla budova v roce 1421 znovu zničena, byla loď při přestavbě mezi lety 1448 a 1460 postavena nově jako trojlodní, což je patrné z revidovaného nápisu z roku 1448. Kostel byl vysvěcen v roce 1469; od roku 1481 ke kostelu patřila samostatná farnost.
První protestantský farář je zaznamenán v roce 1535. Podle stavebního záznamu za varhanami byl kostel opraven po dalších požárech v letech 1536 a 1540 a kompletně byla zaklenut až v roce 1564. V roce 1627 byl kostel převzat jezuity během rekatolizace a byl používán současně oběma konfesemi od roku 1633 do roku 1899. Rozsáhlá rekonstrukce proběhla v letech 1899 až 1907, restaurování v letech 1976 až 1979, další renovace v roce 2005.
Max Reger působil v tomto kostele v letech 1883 až 1889 jako varhaník.